# ソーラーグレードシリコン
ソーラーグレードシリコン（solar-grade silicon, SOG-Si, 太陽電池級シリコン）とは、太陽電池に適した純度を有する精製シリコンを指す。半導体の集積回路などに用いられる半導体級（semiconductor grade silicon, SEG-Si, 電子級）シリコンと比較して要求される純度が桁違いに緩く、比較的低コストで製造が可能なほか、製造に際してのエネルギー消費量や環境負荷、工場建設のリードタイムも大幅に低減できるとされる。製法は冶金法、流動床法など多岐にわたる。近年の太陽光発電市場の拡大を受けて、生産量が増えつつある。

## 概要
太陽電池に用いられる結晶シリコンは従来、半導体級シリコン（純度99.999999999%(11N)以上）の製造工程で生じたスクラップが再利用されていた。太陽電池に用いる結晶シリコンの純度は6N(99.9999%)～7N(99.99999%)程度（ただし、日本ではソーラーグレードシリコンとして主に9Nのものを推奨している）で済むため、半導体級としては規格外になったものが太陽電池に利用されてきた。しかし近年の太陽光発電市場の拡大によってスクラップ材だけではシリコン原料が不足するようになり、また製造コスト低減の必要性も踏まえ、太陽電池専用のシリコン原料が製造されるようになった。この太陽電池用として十分な純度を有するシリコンをソーラーグレードシリコン(SOG-Si)と呼ぶ。
高純度シリコンを得るには、原料となる珪石（シリカ、SiO2）を還元し、不純物を取り除く必要がある。半導体級では純度90%台の金属級シリコン(metallurgical-grade silicon, metal-grade silicon, MG-Si)をまず製造し、これを一度シランなどのガス状にしてから、シーメンス法によって析出させ、さらにチョクラルスキー法による引き上げなどを経て11N程度の超高純度の単結晶を製造している。
これに対してソーラーグレードシリコンは、半導体級に比較して下記のような利点を持つとされる。
- 製造に必要なエネルギーが少ない。多くはシーメンス法に比較して数分の一と言われる（#製造方法の節を参照）
- 製造コストが低い（同）
- 工場の工期が短い。シーメンス法では建設に数年かかるところが、たとえば1年未満で済む[7]。

ソーラーグレードシリコンの製造法は多様である。2007年の時点では、半導体級のプロセスを簡略化した方法が多い。しかし近年は消費エネルギーが比較的大きいシーメンス法を用いない精製法の生産量も増えつつある。

## 市場の動向
ソーラーグレードシリコンのシェアも増加しており、2006年の段階では市場規模は既に半導体級と同等になっており、今後はソーラーグレードが高純度シリコン生産量の大部分を占め、半導体級は特殊品になっていくと予測されている。また太陽電池用シリコン原料の供給は2008年までは逼迫して価格も高止まりしていたが、各社の増産が追いつくことで2009年からは価格の低下が予測されていた。実際のところ、世界金融危機 (2007年-)やリーマン・ショックにより生じた世界経済の減退により、太陽電池の需要を牽引してきた欧州市場の需要の伸びが鈍化したこと、加えて景気減退以前から計画されてきた多結晶シリコンの生産が本格化し、価格は一気に暴落局面となった。2007年には瞬間的にキロ500ドルの値がついた多結晶シリコンは、2010年にはキロ50ドル前後に下落。また、2011年以降も価格の下落は続いている 。

## 製造方法
ソーラーグレードシリコンの製造法は、下記のように多彩である。

### シーメンス法
シーメンス法は金属級シリコンからガス状のシランやトリクロロシランを製造し、これをCVD法にて析出させて棒状の高純度シリコンを得る。この方法を簡略化してコストや使用エネルギーの低減を図ったプロセスも用いられている。しかし、これ以上の大幅な低減は期待しにくいとされる。

### 流動床法
流動床炉(Fluidized bed reactor,FBR)と呼ばれる炉にシリコンの種結晶・シラン・水素を注入し、種結晶を気流で巻き上げながら表面にシリコンを析出させ、顆粒状のシリコンを得る生産方式である。MEMC社がこの手法で最も長い経験を有する。大手メーカーのREC社では、シーメンス法に比較して精製工程の使用エネルギーがほぼ半減し、またウエハレベルでのコストも半減すると見ている。この他Wacker社などがこの方法での生産を予定している。

### 冶金法
冶金法(metallurgical process)は、冶金学的手法によって金属級シリコンから直接太陽電池級を製造する手法全般を指す。
溶融させて不純物を蒸発させてから方向性凝固を行うのが基本的手順だが、具体的に用いる手法や手順は下記のように複数ある。
- 電子ビーム加熱によってリンを除去、アルゴンプラズマでホウ素を除去[7](NEDO溶融精製法[20])
- スラグを加えて溶融させ、ガスを吹き込んで不純物を蒸発させる[1]

Elkem, Dow Corning, Timminco, JFEスチールなどの企業がこの手法を用いて製造している。
溶媒を加えることで融点を下げ、さらに低コストで生産する企業もある。シーメンス法に比較して精製コストは10分の1、使用エネルギーは5分の1とも言われる。

### 亜鉛還元法
金属級シリコンを一度四塩化ケイ素にして還元する過程で高純度化を行う方法である。反応効率が良く、未反応の原料の再利用が容易なことから低コストであるとされる。新日鉱ホールディングス、東邦チタニウム、チッソの3社が合弁会社を設立し、2010年からの量産を発表している。

### 水ガラス化法
原料のシリカ（珪石）を還元する前に水ガラス(waterglass)として高純度化し、最後に還元を行う方式である。精製コストはシーメンス法に比較して1/3と言われる。
RSI Silicon社が不純物を吸着する手法で特許を有しており、量産を予定している。

### チューブ炉法
シランをチューブ炉の中で熱分解させ、炉壁に堆積もしくは粉末状のシリコンを得る方法である。必要なエネルギーは10分の1になると言われる。ドイツのSolarWorld社およびエボニックのジョイントベンチャーであるJoint Solar Silicon (JSSI)社が手がけている。

### 溶融析出法
溶融析出法（Vapor to Liquid Deposition, VLD法）は、トリクロロシランから直接シリコン融液を得る生産方式である。シーメンス法に比べて析出速度が速い。

## 参考資料
1. 1 2  Production of Solar Grade (SoG) Silicon by Refining Liquid Metallurgical Grade (MG) Silicon, NREL, SR-520-30716
2. ↑  Carissa Smith, Bulk Semiconductor Synthesis and Purification
3. ↑  1.需給動向 - Jogmec金属資源情報
4. ↑  結晶シリコン太陽電池の動向、Michael Adeogun, Technology Analyst, SRI Consulting Business Intelligence
5. 1 2 3  日本セラミックス協会、太陽電池材料、日刊工業新聞社、2006年、ISBN 4-526-05581-6
6. ↑  シリコンの種別と略称(産業技術総合研究所)
7. 1 2  太陽電池向け多結晶Si原料を冶金法で製造──JFEスチールが実機プラントの建設を開始、Tech-On!、2006年7月26日
8. ↑  greentechmedia社による生産量動向調査結果（注：シーメンス法以外の方法を用いる企業による生産量もCurrent Producersに含まれている）
9. 1 2 3 4  Wacker Polysilicon: Expansion Announcement June 2006（Wacker社による生産量拡大のアナウンス資料）
10. 1 2 3  河本洋、奥和田久美、高純度シリコン原料技術の開発動向(科学技術政策研究所)
11. ↑  New Energy Finance Predicts 43% Solar Silicon Price Drop, greentechmedia, 18 August 2008
12. ↑  多結晶シリコン価格が暴落=低い技術力に生産過剰、中国企業は存続の危機レコードチャイナ2010年04月23日
13. ↑  中国で多結晶シリコンが暴落、工場の9割が閉鎖もサーチナ2011年11月4日
14. ↑  大阪チタニウムテクノロジーズによる解説
15. ↑  結晶シリコン系：ソーラーシリコンの革新的製造プロセスの開発、鯉沼 秀臣(物質・材料研究機構)
16. ↑  AE Polysilicon: Follow the Trichlorosilane, Gunther Portfolio, 5 Dec 2007
17. ↑  REC社による流動床法の解説
18. ↑  MEMC Electronic Materials: Climbing the Wall of Worry, seeking alpha, 29 June 2008
19. ↑  Meeting The Challenge (REC社 2007年年報)
20. ↑  エネルギー使用合理化シリコン製造プロセス開発、NEDO、平成13年12月
21. ↑  New Research Predicts End to Silicon Shortage, greentech media, 26 June 2008
22. ↑  JFEグループ経営レポート、2008年、P.35 (PDF P.24)
23. 1 2  Solar Silicon Solution, 6N Silicon, 2 Dec 2008
24. ↑  チッソら3社，太陽電池用Siの製造技術を実証へ、Tech-On!、2006年9月20日
25. 1 2  太陽光発電用途ポリシリコンの事業化について、チッソ株式会社、2008年5月28日
26. ↑  新日鉱ＨＤ・邦チタなど3社、太陽光発電用途ポリシリコンを量産化、Reuters、2008年 05月 28日 15:28 JST
27. ↑  山田興一、小宮山宏、太陽光発電工学、日経BP社、2002年、ISBN 4-8222-8148-5
28. 1 2  Solar Grade: A Silicon Revolution, Seeking Alpha, 20 July 2008
29. ↑  Solar Silicon Solution Wins MIT Energy Plan Contest, Pure Energy Systems News, May 2, 2007
30. ↑  (WO/2007/106860) METHOD FOR MAKING SILICON FOR SOLAR CELLS AND OTHER APPLICATIONS
31. ↑  Solar Grade Silicon Breakthru!, RSI Silicon
32. ↑  Gunther Portfolio, 14 August 2008

32. Silicone products